# María Soto Velásquez
María Elena Soto Velásquez (Lima, Perú, 21 de julio de 1963) es una arquitecta y política peruana. Fue candidata, por sucesión tras la exclusión de Luis Molina, a la alcaldía de Lima por el partido Avanza País en las elecciones municipales de Lima de 2022.

## Biografía
María Elena Soto Velásquez nació el 21 de julio de 1963 en Lima. Es licenciada en Arquitectura por la Universidad Femenina del Sagrado Corazón.
Especialista en Gestión de Calidad y Auditoria Ambiental del PEGA de la Universidad Agraria de La Molina (2008). Se desempeñó como Delegada ad hoc del Instituto Nacional de Defensa Civil (2012-2018). Tiene un Doctorado en Gestión Pública y Gobernabilidad (2019-2022). Docente universitario.[cita requerida]
Postuló como regidora número 24 en la lista encabezada por Luis Molina del partido Avanza País en las elecciones municipales de Lima de 2022; sin embargo, tras la improcedencia de prácticamente todas las candidaturas excepto la suya, se convirtió por sucesión en candidata a la alcaldía de Lima por su agrupación política.
Actualmente se encuentra dedicada a la docencia universitaria. Entre sus últimas publicaciones en Revistas científicas podemos señalar "Plan urbano en la gestión pública de los Gobiernos locales del Perú" https://doi.org/10.15381/quipu.v31i65.25394